# Puig de Sant Ponç
El Puig de Sant Ponç és una muntanya de 654 metres que es troba al municipi de Sant Llorenç de la Muga, a la comarca catalana de l'Alt Empordà.